# Charinus guto
Espèce
Charinus guto est une espèce d'amblypyges de la famille des Charinidae.

## Distribution
Cette espèce est endémique du Pará au Brésil. Elle se rencontre vers Belém.

## Description

Charinus guto

La carapace des femelles mesure de 1,73 à 2,13 mm de long sur de 2,35 à 2,61 mm et l'abdomen de 3,7 à 4,5 mm.

## Étymologie
Cette espèce est nommée en l'honneur de José Augusto Pereira Barreiros surnommé Guto.

## Publication originale
- Giupponi & Miranda, 2016 : « Eight New Species of Charinus Simon, 1892 (Arachnida: Amblypygi: Charinidae) Endemic for the Brazilian Amazon, with Notes on Their Conservational Status. » PLOS One, vol. 11, no 2, e0148277, p. 1-33.